# Wapen van Liemeer

Het wapen van Liemeer

Het wapen van Liemeer was het wapen van de Zuid-Hollandse gemeente Liemeer. Het wapen was vanaf 22 september 1993 tot 1 januari 2007 in gebruik als het gemeentewapen. In 2007 is de gemeente opgegaan in de nieuwe gemeente Nieuwkoop. Het wapen van Liemeer is in gewijzigde vorm in zijn geheel teruggekomen in het wapen van Nieuwkoop.

## Geschiedenis
De rechterzijde van het wapen, voor de kijker links, is geheel afkomstig uit het wapen van Nieuwveen. Dit deel bestaat uit een achtpuntige zilveren ster met daarboven drie gouden bellen aan een gouden afgekorte dwarsbalk. Deze twee elementen zijn sinds het verkrijgen van een wapen in gebruik door de gemeente Nieuwveen en haar directe voorgangers.

## Symbolen
De symbolen op het wapen hebben de volgende betekenissen:
De bellen
De bellen zijn afkomstig van het wapen van Daniel van Cralingen, hij voegde in eerste instantie aan zijn wapen een barensteel toe, deze is uiteindelijk verworden tot de huidige afgekorte dwarsbalk met de drie bellen.
De achtpuntige ster
De achtpuntige ster is afkomstig uit het wapen van de familie Van Cralingen. De ster komt ook voor in het wapen van Kralingen, daar is de ster echter rood op geel.
De dubbelkoppige adelaar
De dubbelkoppige adelaar is afkomstig uit het wapen van Zevenhoven,  dat wapen was op zijn beurt ontstaan uit het wapen van hertog Albrecht van Beieren, graaf van Holland. In zijn wapen was het echter een zwarte dubbelkoppige adelaar. Hoewel de adelaar op het wapen van Zevenhoven officieel zwart op goud moet zijn werd deze door de gemeente meestal als rood afgebeeld. De inwoners zouden hieraan gewend zijn geraakt en dus werd de adelaar ook als rood aangevraagd voor het nieuwe wapen.
De kroon
De kroon  was afkomstig van het wapen van Nieuwkoop. Deze kreeg op 24 juli 1816 de kroon tezamen met het wapen toegekend.

## Blazoen
De gemeente Liemeer kreeg op 22 september 1993 per Koninklijk Besluit het volgende wapen van de Hoge Raad van Adel toegewezen:
Gedeeld : I in keel boven een verkorte dwarsstreep, waaraan drie bellen hangen, alles van goud, en beneden een achtpuntige ster van zilver; II in goud een dubbele adelaar van keel. Het schild gedekt met een gouden kroon van drie bladeren en twee parels.
In het blazoen staat beschreven dat het schild in twee verticale delen is gedeeld. Het eerste deel, op heraldisch rechts en voor de kijker links, is rood van kleur met in de bovenkant een korte dwarsbalk met daaraan drie bellen. De balk en bellen zijn goudkleurig. Onder de bellen staat een zilveren ster, de ster heeft acht punten.

## Verwante wapens

Nieuwveen
Zevenhoven